# 狸花猫

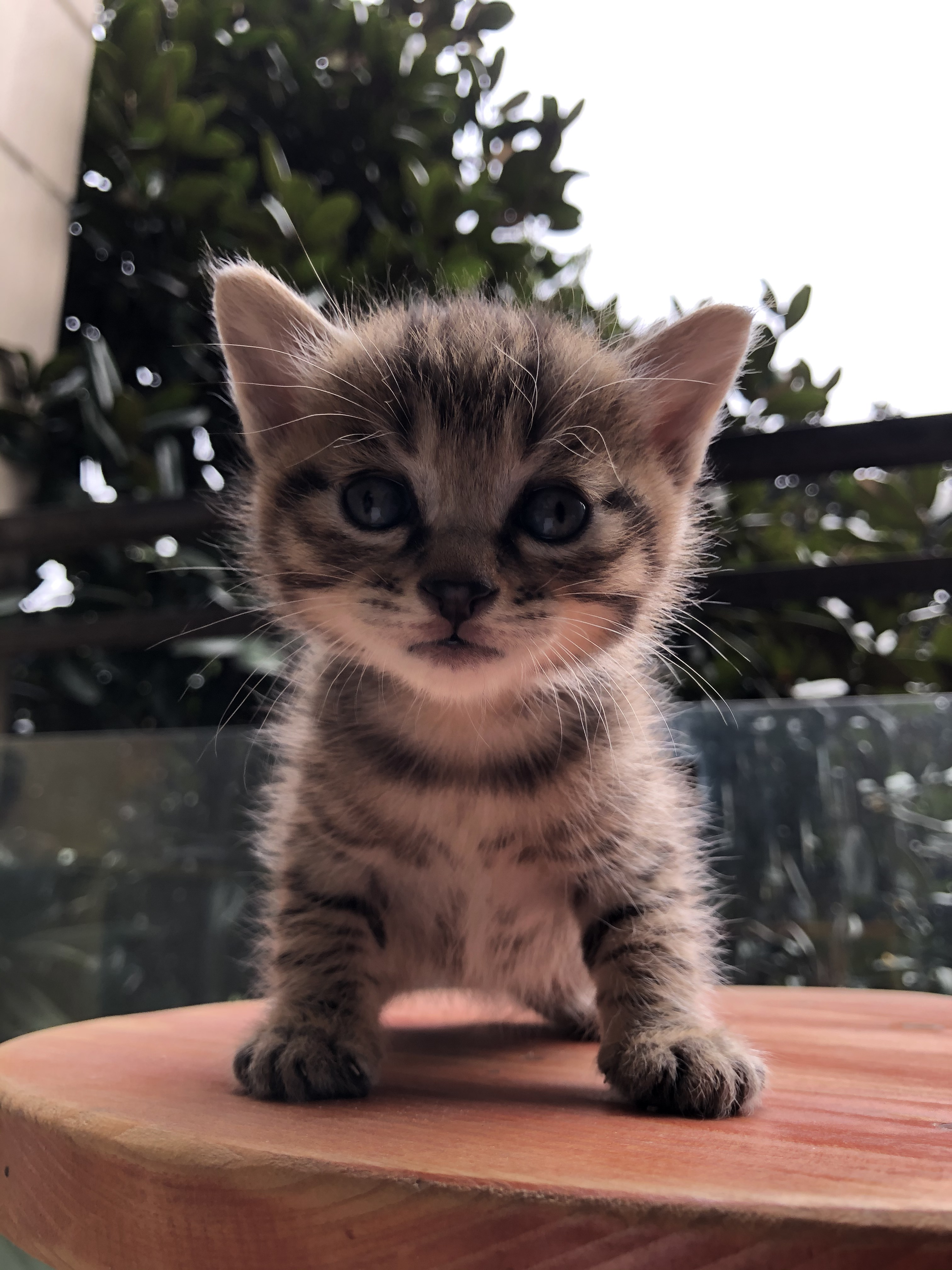
狸花猫（约27天）

狸花猫（英語：Dragon-Li、Li-Hua）是一种起源于中国古代的家猫，由中国爱猫协会（Cat Aficionado Association, CAA）认可。美国爱猫协会（Cat Fanciers Association, CFA）没有认可。

## 身体特征

一只约一个月年龄的狸花猫幼猫

狸花猫身体健壮带有野性，短毛，皮毛有鱼骨刺或虎斑状斑纹，其頭形呈鑽石型，額頭上通常有M字形斑紋，耳朵的倾斜角度与其他猫不同，眼睛呈大而圆的杏仁状，瞳色为发光的黄色或绿色。